# Casa del Cura (Puerto Lumbreras)

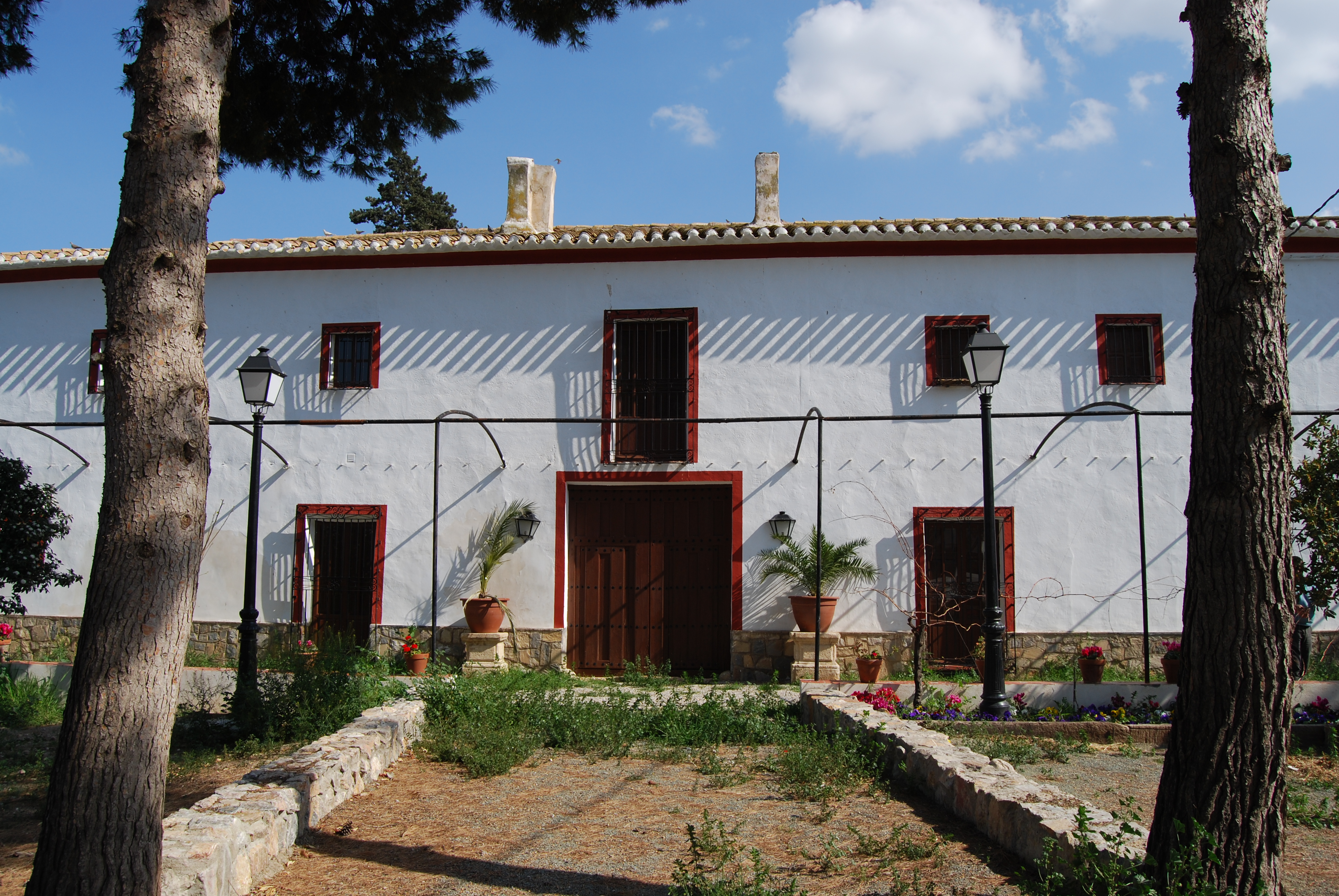
Casa del Cura

La casa del Cura es una vivienda solariega situada en la localidad de Puerto Lumbreras (Región de Murcia, España). Tiene una estructura típica de cortijo rural, con un edificio principal, un anexo, un aljibe y una parcela de más de 7200 metros cuadrados de jardines y terrenos de huerta. Recientemente el conjunto ha sido rehabilitado y está prevista su reconversión en espacio público y turístico a través de espacios museográficos.

## Historia

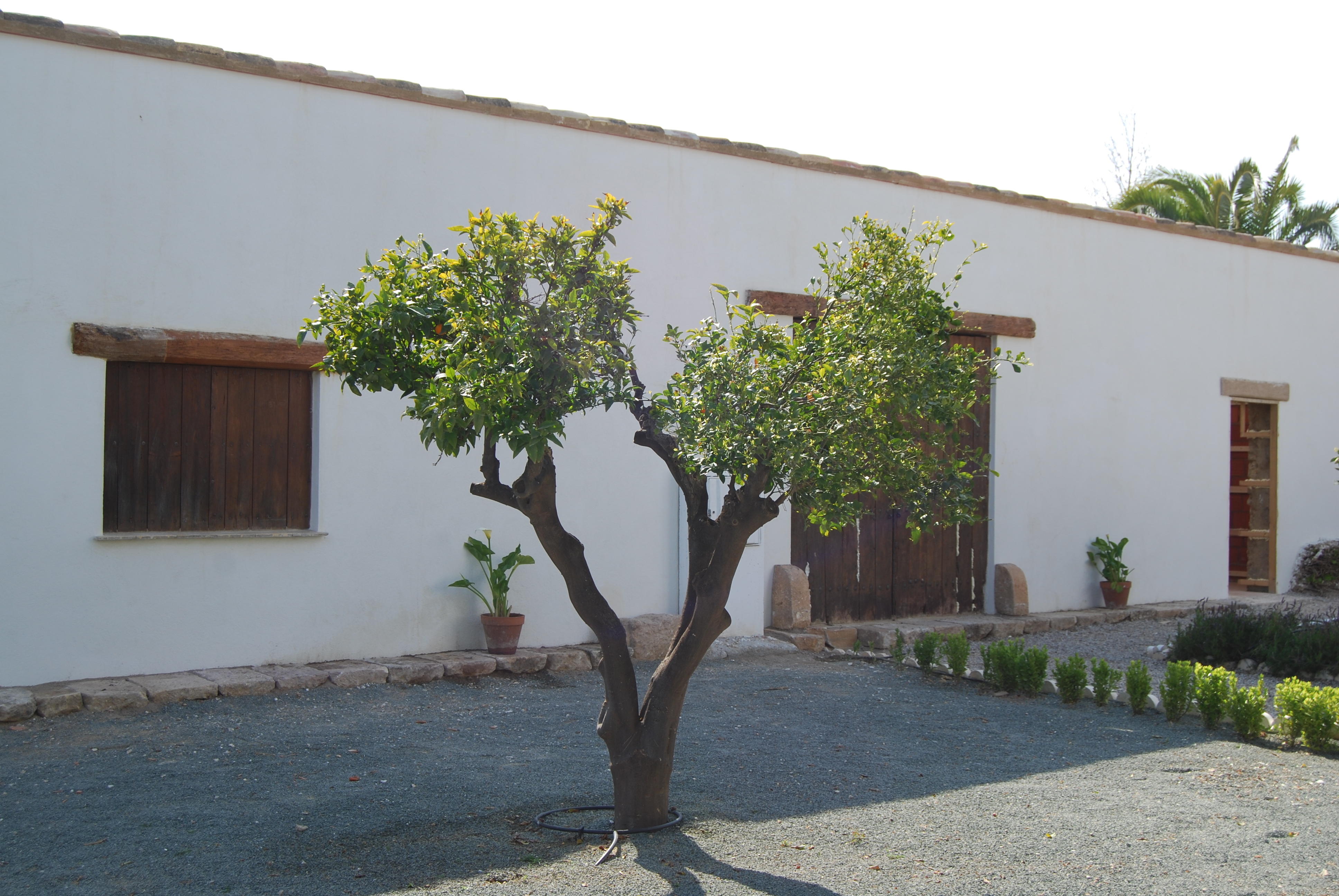
Casa del Cura

Construida en el siglo XVIII por don Juan Arcas, ha estado tradicionalmente vinculada a trabajos de carácter agropecuario. Aunque actualmente se sitúa en una zona de ensanche del casco urbano por su vertiente meridional, en origen contó con una amplia superficie de terreno para el laboreo agrícola, disponía de un gran aljibe para el almacenamiento de agua y se localizaba  junto a la vía pecuaria del camino viejo de Águilas.

Además, a finales del siglo XIX la Casa del Cura y su propietario (don Alberto Marzal Arcas) figuraba, con otras haciendas de la zona como Mansilla o Moncada, entre las que se beneficiaban y administraban las aguas alumbradas en la Rambla de Nogalte mediante el sistema de galerías filtrantes de Caño y Contracaño,  que tras ser almacenadas en la Balsa de la Sociedad de Aguas  eran utilizadas para el riego de las tierras del campo de Nogalte. La  familia propietaria del cortijo, junto a otras como Mazón, Flores o Arcas, se convirtió en administradora de estas aguas, en tandas de 14 días y 336 horas.

## El cortijo
Conserva un edificio principal de dos plantas, encalado en blanco al exterior con cornisas, esquinas, ventanas y puertas enmarcadas en una franja granate, y en el que  residían los propietarios de la finca. Las ventanas conservan el enrejado de hierro original.

Junto  a él se sitúa un anexo, conocido como la casa del Labrador,  en el que se guardaban los aperos de labranza y vivían las personas encargadas del mantenimiento de la finca y un gran aljibe de planta rectangular cubierto con bóveda de medio cañón fabricada en ladrillo y con brocal en la testa.

|                                       |
| Fachada principal de la casa del Cura |

|                    |
| Detalle del aljibe |

|                  |
| Vista del jardín |

|                                    |
| Detalle de las ventanas de la casa |

|                            |
| Accesos a la casa del Cura |